# Пояна (Негрешть, Нямц)
Пояна (рум. Poiana) — село у повіті Нямц в Румунії. Входить до складу комуни Негрешть.
Село розташоване на відстані 292 км на північ від Бухареста, 15 км на північ від П'ятра-Нямца, 96 км на захід від Ясс.

## Населення
За даними перепису населення 2002 року у селі проживали 378 осіб, усі — румуни. Усі жителі села рідною мовою назвали румунську.